# Prawo publiczne
Prawo publiczne (łac. ius publicum) – jedna z dwóch podstawowych gałęzi prawa (obok prawa prywatnego), skupiająca normy prawne, których zadaniem jest ochrona interesu publicznego.

## Prawo publiczne a prawo prywatne
Podstawowym kryterium rozróżnienia prawa publicznego i prywatnego jest „korzyść” (łac. utilitas). Zadaniem norm prawa publicznego jest przynoszenie korzyści społeczeństwu jako całości. W przeciwieństwie do prawa prywatnego, chroni ono zatem interesy publiczne, a nie poszczególnych jednostek.

## Ewolucja historyczna

### Prawo rzymskie
Rozróżnienie prawa publicznego i prywatnego jest dorobkiem jurysprudencji rzymskiej. W źródłach literackich oba terminy odnotowali już w II i I wieku p.n.e. Terencjusz, Cyceron i Tytus Liwiusz, chwalący Ustawę XII tablic jako „źródło całego prawa, publicznego i prywatnego”. Najprawdopodobniej pierwszego, na tyle pełnego rozróżnienia, że zachowało się ono do dziś, dokonał Ulpian Domitius. W Digestach Justyniana (D.1,1,6,1), zachowało się ono w takiej formie:
[...] publicum ius est quod ad statum rei Romanae spectat, privatum quod ad singulorum utylitatem: sunt enim quaedam publice utilia quaedam privatim.
[...] prawem publicznym jest to, które dotyczy ustroju państwa rzymskiego, [prawem] prywatnym to, które dotyczy korzyści jednostek, są bowiem pewne [normy] ogólnie użyteczne, pewne prywatne.
W prawie rzymskim ius publicum regulowało organizację i funkcjonowanie państwa, obejmując dzisiejsze gałęzie prawa, takie jak:
- prawo konstytucyjne
- prawo karne
- prawo administracyjne
- prawo kanoniczne[3].

Ius publicum rozwijało się w starożytnym Rzymie zdecydowanie wolniej niż ius privatum, co w efekcie poskutkowało utożsamianiem „prawa” z „prawem prywatnym” jedynie (tak np. u żyjącego w II wieku n.e. Gaiusa). Po upadku Imperium, rzymskie prawo publiczne zostało zupełnie zapomniane, także w czasach szerokiej recepcji prawa rzymskiego do zachodnioeuropejskich systemów prawnych, ius publicum nie odcisnęło niemal zupełnie śladu.

### Współcześnie
Współczesne postrzeganie prawa publicznego, właściwie nie zmieniło koncepcji rzymskiej. Jednakże coraz częściej podnoszone są głosy, iż państwo wkracza coraz głębiej w stosunki między obywatelami, normując je i ograniczając (np. poprzez prawo pracy), co sprawia, że prawo publiczne „pochłania” już niemal lub zupełnie wszystkie elementy życia obywateli.

## Cechy norm

### Podmioty
Prawo publiczne charakteryzuje nierównouprawnienie stron stosunków prawnych. 
Na gruncie teorii państwa i prawa, można to tłumaczyć faktem, iż normy prawa publicznego chronić mają podmiot zbiorowy w postaci całego społeczeństwa. Społeczeństwo to musi zatem być reprezentowane przez swój organ (np. policję), gdyż niemożliwe byłoby każdorazowe podejmowanie jakiejkolwiek decyzji, na przykład w formie referendum. Natomiast, ze względu na wiodące obecnie koncepcje budowy państwa przez społeczeństwo, które zyskuje status suwerena (przede wszystkim koncepcja umowy społecznej), organ reprezentujący to suwerenne społeczeństwo, musi mieć do dyspozycji większe środki i uprawnienia, niż jednostka. Zatem w stosunku „obywatel – policja”, policja reprezentująca społeczeństwo (państwo) dysponować będzie na przykład środkami przymusu wobec obywatela (chociażby możliwością zatrzymania).

### Charakter norm
Normy prawa publicznego, to w zasadzie wyłącznie normy bezwzględnie obowiązujące (łac. l.p. ius cogens). Natomiast prawo prywatne w dużej mierze opiera się na zasadzie swobody umów, a więc zawiera normy względnie obowiązujące (łac. l.p. ius dispositivum), które pozwalają dwóm równouprawnionym stronom, kształtować dość swobodnie umowę, jaką chcą zawrzeć.